# Dionyssos
Dionyssos (tiếng Hy Lạp: Διόνυσος) là một khu tự quản ở vùng Attiki, Hy Lạp. Khu tự quản Dionyssos có diện tích 111 km², dân số theo điều tra ngày 18 tháng 3 năm 2001 là 32504 người.